# Fretex
Fretex er Norges største rehabiliteringsselskab og brugtkæde. Fretex er en vigtig del af Frelsens Hær i Norge. Den første butik, Elevator, åbnede i Oslo i 1905.
Fretex samarbejder med NAV om kurser, optræning og opkvalificering af arbejdstagere som er på rehabilitering eller på anden måde har brug for opmærksomhed.
I dag beskæftiger Fretex ca. 2.000 mennesker hvoraf ca. 1600 er jobsøgende som deltager i rehabiliteringstiltag. Fretex findes i de fleste norske fylker. Der findes i alt 43 genbrugsbutikker fra Kirkenes i nord til Mandal i syd. 
I 2012 havde Fretex Norge AS en omsætning på 454.881.466 NOK, hvoraf Fretex-butikkerne stod for omkring 160 millioner NOK.
I mange norske byer har Fretex opstillet containere til donation nye eller brugte klæder og sko. Tøjet sælges i Fretex' butikker eller gives bort til trængende.